# Dag Hanstorp
Dag Erling Hanstorp, född 19 mars 1960 i Linköpings församling, Östergötlands län, är en svensk professor i atomfysik vid Göteborgs universitet. Han disputerade 1992 på avhandlingen Laser spectroscopy of negative ions. År 2019 utsågs Hanstorp till ordförande för Vetenskapsrådets ämnesråd för naturvetenskap och teknikvetenskap.